# Pyramide condamnée
 (décembre 2018).
Pour les articles homonymes, voir Pyramide (homonymie).
Dans le domaine de l'informatique, une pyramide condamnée (pyramid of doom en anglais) désigne dans en programmation un enchaînement de conditions imbriquées qui forment une pyramide horizontale de lignes d'instructions.

## Principe
Une pyramide condamnée est fréquemment construite par une succession de conditions pour éviter les instructions sur des objets nuls ou bien une succession de d'appels dépendants entre eux, : 
```
if
 
a
:

    
if
 
a
.
b
:

        
if
 
a
.
b
.
c
:

            
...

```

```
document
.
querySelector
(
'button'
).
addEventListener
(
'click'
,
 
function
 
()
 
{

    
fetchData
(
'list.json'
).
then
(
function
(
data
)
 
{

         
data
.
map
(
function
(
item
)
 
{

              
// ...

         
});

    
});

});

```

Des pistes de résolution pour éviter cet antipattern est d'utiliser des futures pour permettre d'aplatir les appels dépendants par exemple.